# Gaojia, Chongqing
Gaojia (kinesiska: 高家) är en köping i sydvästra Kina. Den ligger i Fengdu härad i storstadsområdet Chongqing,  omkring 130 kilometer öster om det centrala stadsdistriktet Yuzhong. Antalet invånare är 43 944. Befolkningen består av 22 175 kvinnor och 21 769 män. Barn under 15 år utgör 22,0 %, vuxna 15-64 år 66 %, och äldre över 65 år 11,0 %.